# Moulvibazar Sadar
Moulvibazar Sadar (en bengali : মৌলভীবাজার সদর) est une upazila du Bangladesh dans le district de Maulvi Bazar. En 1991, on y dénombrait 239 378 habitants.